# GEGL

GEGL(Generic Graphical Library, 일반 그래픽 라이브러리)는 이미지 처리 프로그램을 위한 프로그래밍 라이브러리로, 현재 개발중이다. 주 개발 내용은 김프에서의 16비트 색상 채널 지원으로 김프 2.6에 지원될 예정이다.
GEGL 은 2000년에 김프 코어를 대체할 목적으로 계획되었다. 하지만 2006년에 와서야 겨우 외부 API를 내놓았고, 2007년 12월 20일에 김프 개발 버전에 탑재되어 소개되었다. 색상, 밝기, 대조 등과 관계된 대부분의 도구들은 이미 GEGL 용으로 대체돼 있다.

## 참조 문헌
1. ↑  “FirstMeetingMinutes - Wilber's Wiki”. 2008년 5월 14일에 원본 문서에서 보존된 문서. 2008년 4월 14일에 확인함.